# Raymond Ceulemans
Raymond Knight Ceulemans (* Lier, Bélgica, 1937) es un jugador de billar a tres bandas y posiblemente la figura más dominante individualmente ya que ganó 35 campeonatos del mundo, 48 campeonatos europeos y 61 títulos nacionales. Su apodo es "Mr. 100". Fue introducido en 2001 en el Salón de la Fama del Billar y es uno de los pocos no estadounidenses que lo ha conseguido. En octubre de 2003 el Rey Alberto II de Bélgica lo nombró caballero en reconocimiento a los éxitos logrados a lo largo de su vida.

## Biografía
Raymond Ceulemans nació en Lier, el 12 de julio de 1937.  A los 7 años comenzó a jugar al billar en una mesa de café de su padre. También jugó en la asociación de fútbol del club local, siendo centrocampista para ser descubierto en 1958 por el K. Beerschot V.A.C. aunque el traspaso nunca fue realizado y dejó el fútbol para dedicarse al billar.
En 1961, a los 23 años, ganó su primer título belga de tres bandas y en 1962 ganó su primer título europeo de tres bandas de la Confederación europea de billar (CEB). Un año más tarde ganó su primer título mundial de tres bandas de la Unión mundial de billar (UMB) con medias de 1.159 y 1.307 puntos. Ganó este título en once ocasiones pero se acabó la racha en 1974 cuando perdió ante Nobuaki Kobayashi en la final. Fue el primer jugador de tres bandas en alcanzar los 1.500 y 2.000 puntos de promedio.
Ganó el primer campeonato mundial de tres bandas del Asociación de la Copa Mundial de Billar (AMB) en París, Francia en 1986. En 1998, batió el récord del mundo de Junichi Komori de Japón anotando 28 puntos en un solo turno. Ganó el campeonato europeo de tres bandas en 23 ocasiones y lo defendió en 19. También ganó un total de 24 campeonatos mundiales de tres bandas (21 de la Unión Mundial de Billar y 3 de la Asociación de la Copa Mundial de Billar). A los 64 años ganó su último título mundial de la UMB en Luxemburgo cuando derrotó a Marco Zanetti.

## Palmarés
- Campeonato europeo de la CEB a tres bandas (1962-1972, 1974-1983, 1987, 1992)
- Campeonato mundial de la AMB a tres bandas (1986, 1987, 1990)
- Campeonato mundial de la UMB a tres bandas (1963-1973, 1975-1980, 1985, 1990, 2001)